# جريمة سلفستر بونار
جريمة سلفستر بونار هي أول رواية كتبها الكاتب الفرنسي أناتول فرانس، الحاصل على جائزة نوبل في الأدب، ونُشرت عام 1881. من خلال هذا العمل، عرّف أناتول فرانس بنفسه كروائي، بعدما كان يُعرف في المقام الأول كشاعر مرتبط بالمدرسة البرناسية، وذلك بسبب مجموعته الشعرية قصائد مذهّبة (Poèmes dorés) التي حاكت أسلوب هذه المدرسة الشعرية. وقد نالت الرواية جائزة الأكاديمية الفرنسية.

## نبذة
تتضمن الرواية قصتين، ترويهما مذكرات بونار، سلفستر بونار، عضو معهد فرنسا، وهو مؤرخ وعالم لغوي يعيش بين الكتب.
في الجزء الأول، بعنوان "لابوش"، يسافر بونار إلى صقلية ثم إلى باريس بحثًا عن مخطوطة نادرة للترجمة الفرنسية من "الأسطورة الذهبية"، ويتمكن في نهاية المطاف من الحصول عليها.
أما في الجزء الثاني، "جان ألكسندر"، فيلتقي مصادفةً بفتاة صغيرة تُدعى جان، وهي حفيدة امرأة أحبها في شبابه (كانت في النسخة الأصلية قبل تنقيح عام 1902 تُقدَّم على أنها ابنتها، لا حفيدتها).. ومن أجل إنقاذ الطفلة من وصاية ولي أمرها العنيف، الأستاذ موش، ومن استغلال مخدومتها مدام بريفير (التي كانت بدورها تطمح للزواج من بونار)، يقوم بونار باختطافها لحمايتها. وتنتهي القصة بزواج جان من هنري جيليس، أحد طلاب بونار.

## الشخصية الرئيسية
بونار، بطل الرواية، هو شخصية مستوحاة من المؤلف نفسه. فعلى الرغم من أن بونار رجل مسن ومثقف يقضي معظم وقته في القراءة، إلا أنه يشبه المؤلف إلى حد كبير في الفترة التي كُتبت فيها الرواية. يصوّر أناتول فرانس بونار كشخص ساذج وصريح، مراقب لطيف وخجول، لا يمتلك كفاءة كبيرة في التعامل مع الواقع. بونار ليس بسيطًا أو غير متأثر، بل متردد في التورط أو التدخل. ومثل بطله بونار، كان فرانس يقضي معظم وقته في القراءة، وكان له عدد قليل من الأصدقاء ونادرًا ما كان يحتكّ بالواقع. ومع ذلك، فقد كان حكيمًا، يناقش ويكتب عن مشكلات الوجود.

## السخرية
الرواية، التي تُروى على شكل يوميات، قيل إنها كُتبت بأسلوب كلٍّ من أو. هنري وغي دو موباسان، وهما كاتبان رومانسي وواقعي على التوالي، كثيرًا ما تنتهي قصصهما بنهايات ساخرة أو مفاجئة. وقد عُرف أناتول فرانس بأسلوبه الساخر. ففي جريمة سلفستر بونار، تكمن السخرية الأساسية في طبيعة "الجريمة" المرتكبة. يرى بونار أن "جريمته" تتمثل في احتفاظه ببعض الكتب التي كان ينوي بيعها لتوفير مهر جان. غير أن القارئ يدرك أن الجريمة الحقيقية – إن جاز التعبير – هي اختطافه للفتاة من وصيّها المسيء، ومن ثم إنقاذها. إن وصف المنقذ بالمجرم ينطوي على مفارقة ساخرة. وقد رأى الناقد يانكو لافرين أن ما يميز فرانس ليس السخرية بحد ذاتها، بل التجرّد أو الانفصال عن الموضوع. فقد اعتبر أن فرانس يتمتع بذهن حر، وكان قادرًا على "تقبّل نسبية الأشياء".
قارن إدوين دارغان روح الدعابة لدى أناتول فرانس في هذه الرواية بروح الدعابة لدى كلٍّ من هنري فيلدنغ، ولورنس ستيرن، وتشارلز ديكنز. وقد لاحظ أوجه شبه بين شخصيتي بيكويك وبارديل في أعمال ديكنز، وبين سعي الآنسة بريفير وراء بونار، حيث تسعى جاهدة للارتباط به بطريقة فيها قدر من الطرافة والملاحقة الساخرة.

## نقد
يشير إدوين دارغان إلى أن القصة الثانية في الرواية ترتبط بشكل ضعيف فقط بالقصة الأولى، "لابوش". ففي الطبعة الأولى من الرواية، كان الترابط بين القصتين أضعف حتى، قبل أن يُعيد أناتول فرانس تنقيح الرواية عام 1902. ويصف دارغان "لابوش" بأنها قصة قصيرة، بينما يرى أن "جان ألكسندر" أشبه بـ حلقة أو فصل مستقل.
أما فرانك ماغيل، فيرى أن ما يُسمى بـ"الرواية" لا تكاد تكون أكثر من دراسة لشخصية بونار، أكثر من كونها سردًا مترابطًا لأحداث روائية تقليدية.